# Kiss Zsolt (labdarúgó, 1965)
Kiss Zsolt (1965. április 16. –) labdarúgó, középpályás.

## Pályafutása
1985 és 1990 között a Rába ETO labdarúgója volt. Az élvonalban 1985. szeptember 14-én mutatkozott be a Pécsi MSC ellen, ahol csapata 2–0-s győzelmet aratott. Az 1985–86-os idényben volt a bronzérmes csapatnak. 1990 és 1993 között a Veszprém játékosa volt. Az élvonalban összesen 124 alkalommal szerepelt és hét gólt szerzett.

## Sikerei, díjai
- Magyar bajnokság
  - 3.: 1985–86